# 시모다테시
시모다테시(下館市)은 이바라키현 북서부에 위치했던 시이다.

## 역사
- 1889년 4월 1일 - 정촌제 시행과 함께 마카베군 시모다테정이 성립하였다.
- 1951년 4월 1일 - 시모다테정, 이사촌이 합병해 새로운 시모다테정이 성립하였다.
- 1954년 2월 1일 - 다케시마촌 고카이촌을 편입하였다.
  - 3월 15일 - 고쇼촌 나카촌 가와마촌 오타촌 가타오자키촌을 편입해 시로 승격해 시모다테시가 되었다. 동일 유키시도 시로 승격하였다.
- 2005년 3월 28일 - 세키조정, 아케노정, 교와정과 합병해 지쿠세이시가 되었다. 합병 후 인구는 약 11만5000명으로 돌파하였다.

## 교통
- 동일본 여객철도（JR동일본）
  - ■미토선
    - 니하리역 - 시모다테역 - 다마도역 - 가와시마역
- 간토철도
  - ■조소선
    - 시모다테역 - 오타고역 - 구로고역
- 모카철도
  - ■모카선
    - 시모다테역 - 시모다테니코마에역 - 오리모토역 - 히구치역

- 일반국도
  - 국도 50호선
  - 국도 294호선
  - 국도 408호선